# Hovhannès Xiraz

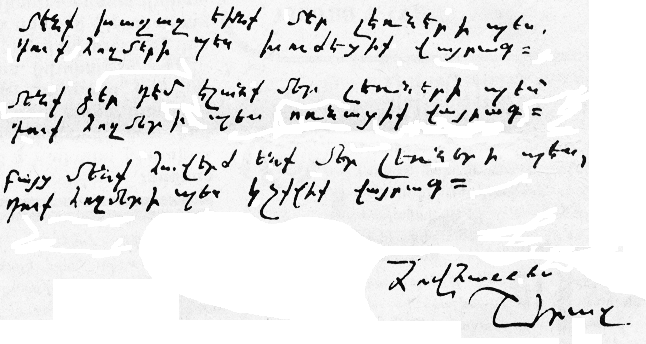
Expromt, de Hovhannès Siraz

Hovhannès Siraz (en armeni: Հովհաննես Շիրազ; 27 d'abril de 1915 – 14 de març de 1984) nascut Hovhannès Tadevossí Karapetian, fou un escriptor armeni que cultivà principalment la poesia, encara que també va escriure paràboles, quartets i traduccions.
Va néixer a Gyumri, a l'època Aleksandrópol, part de l'Imperi Rus. La seva mare, Astghik, es va quedar vídua a causa del Genocidi armeni tres dies abans del seu naixement i va créixer enmig d'una considerable pobresa. Va estudiar a la Universitat Estatal de Yerevan i a l'Institut de Literatura Maksim Gorki. El seu primer escrit, Garnanamut —'Començament de la primavera'— va ser publicat el 1935 i ja el va fer popular; el novel·lista Atrpet li va posar l'epítet «Siraz», ja que segons ell «els poemes d'aquest jove tenen la fragància de les roses, fresques i cobertes per rosada, com les roses de Siraz» —Siraz va ser una de les ciutats més importants de l'Iran, famosa per les seves roses i poetes. Una altra versió del seu nom de ploma és «Shirak azn»—un nen de Shirak. El 1958 va publicar el primer volum de la seva antologia Knar Hayastani —Lira d'Armènia—, el segon i tercers volums van ser publicats el 1965 i el 1974 respectivament; aquesta col·lecció inclou els millors exemples de la poesia de Shiraz. La majoria de la seva obra fou poesia, va escriure uns quaranta llibres utilitzant un vocabulari ric i un estil sensible, realçat per elements col·loquials i populars, considerats molts d'ells obres mestres. Va esdevindre un autor popular patriòtic i de poemes d'amor com 'Ani', 'La meva mare', 'Com l'amor pagà', 'La meva Pàtria sagrada' o 'El destí dels Armenis', entre d'altres. Va escriure, el 1941, la seva obra magna 'L'Armeni Dante-esc' sobre el Genocidi armeni, escrit que va ser prohibit a la Unió de Repúbliques Socialistes Soviètiques i només va poder publicar fragments, al llarg de la seva vida, a l'Armènia soviètica, i capítols a Beirut i Teheran; el poema sencer va ser publicat a títol pòstum el 1990 a Yerevan. A la seva mort va ser enterrat al Panteó Komitas.
Era pare de Sipan Siraz.